# كأس أمريكا الجنوبية 1922
كأس أمريكا الجنوبية 1922 (بالإنجليزية: 1922 South American Championship)‏ النسخة السادسة من بطولة أمريكا الجنوبية لكرة القدم التي استضافتها ريو دي جانيرو بالبرازيل من 17 سبتمبر إلى 22 أكتوبر، 1922. والتي كان من المقرر عقدها في تشيلي، ولكن البرازيل طلبت استضافة الدورة كجزء من احتفالات الذكرى السنوية المائة للاستقلال.
وشمل مشاركة كل من الأرجنتين والبرازيل وباراغواي وأوروغواي وتشيلي.

## المباريات
نظام البطولة نص على أن كل فريق يلعب مباراة واحدة ضد كل فريق من الفرق الأخرى. ويتم منح نقطتين للفوز ونقطة واحدة للتعادل وصفر نقطة للخسارة.
| البرازيل            | 1 – 1 | تشيلي            |
| ------------------- | ----- | ---------------- |
| التينو ماركونديس 9' |       | مانويل برافو 41' |

| تشيلي | 0 – 2 | الأوروغواي                                   |
| ----- | ----- | -------------------------------------------- |
|       |       | خوان كارلوس 10' · انتونيو يوردرن 19' (ركلة.) |

| البرازيل   | 1 – 1 | باراغواي         |
| ---------- | ----- | ---------------- |
| املكار 14' |       | جراردو ريفاز 71' |

| الأرجنتين                                              | 4 – 0 | تشيلي |
| ------------------------------------------------------ | ----- | ----- |
| انجل شيسا 10' · جوليو فرنسيا 36' 41' · جوس جاسليني 75' |       |       |

| البرازيل | 0 – 0 | الأوروغواي |
| -------- | ----- | ---------- |
|          |       |            |

| باراغواي                                            | 3 – 0 | تشيلي |
| --------------------------------------------------- | ----- | ----- |
| جوليو راميرز 5' · دفونسو لوبيز 78' · لويس فراتس 86' |       |       |

| الأوروغواي        | 1 – 0 | الأرجنتين |
| ----------------- | ----- | --------- |
| فيليبي بوفوني 43' |       |           |

| الأوروغواي | 0 – 1 | باراغواي         |
| ---------- | ----- | ---------------- |
|            |       | كارلوس اليزيس 7' |

| البرازيل                      | 2 – 0 | الأرجنتين |
| ----------------------------- | ----- | --------- |
| نيكو 42' · املكار 86' (ركلة.) |       |           |

| باراغواي | 0 – 2 | الأرجنتين                    |
| -------- | ----- | ---------------------------- |
|          |       | جوليو فرنسيا 63' 79' (ركلة.) |

## الترتيب
| الفريق    | نقاط | لعب | ف | ت | خ | له | عليه | فرق | Eff   |
| --------- | ---- | --- | - | - | - | -- | ---- | --- | ----- |
| أوروغواي  | 5    | 4   | 2 | 1 | 1 | 3  | 1    | +2  | 62.5% |
| البرازيل  | 5    | 4   | 1 | 3 | 0 | 4  | 2    | +2  | 62.5% |
| باراغواي  | 5    | 4   | 2 | 1 | 1 | 5  | 3    | +2  | 62.5% |
| الأرجنتين | 4    | 4   | 2 | 0 | 2 | 6  | 3    | +4  | 50.0% |
| تشيلي     | 1    | 4   | 0 | 1 | 3 | 1  | 10   | -9  | 12.5% |

| تساوى البرازيل، باراغواي, و أوروغواي بالترتيب. واحتجاجًا على أداء الحكم البرازيلي قام منتخب أوروغواي بالانسحاب من البطولة . وأقيمت مباراة فاصلة بين البرازيل وباراغواي. |

## المباراة الفاصلة
| البرازيل                   | 3 – 0 | باراغواي |
| -------------------------- | ----- | -------- |
| نيكو 11' · فورميغا 48' 89' |       |          |

## الفائز
| بطل كأس أمريكا الجنوبية 1922 |
| ---------------------------- |
| · البرازيل · للمرة الثانية   |

## الهدافين
4 أهداف
- جوليو فرنسيا

هدفين
- املكار - فورميغا - نيكو

 هدف
- انجل شيسا - جوس جاسليني
- التينو ماركونديس
- مانويل برافو
- كارلوس اليزيس - لويس فراتس - دفونسو لوبيز - جوليو راميرز - جراردو ريفاز
- فيليبي بوفوني - خوان كارلوس - انتونيو يوردرن

## وصلات خارجية
- South American Championship 1922 at RSSSF